# Соколов, Дмитрий Петрович
Дмитрий Петрович Соколов (20 мая 1924, Фадюшино, Уральская область — 4 июля 2009, Курган) — советский спортсмен и тренер.

## Биография
Дмитрий Петрович Соколов родился 20 мая 1924 года в деревне Фадюшино Фадюшинского сельсовета Юргамышского района Курганского округа Уральской области РСФСР, ныне деревня входит в Кислянский сельсовет Юргамышского района Курганской области.
После окончания школы ФЗО в Челябинске работал бетонщиком.
С 1942 по 1952 годы служил в Советской Армии, участвовал в Великой Отечественной войне.
С 1952 по 1958 (по 1959 — другие данные) годы жил в Кургане, работал тренером по лыжному спорту и биатлону (по другим данным — в Курганском областном Совете «Динамо» инструктором по стрельбе и тренером по лыжам).
В 1958—1964 годах жил в Уфе, тренер Башкирского совета спортивного общества «Динамо» тренер в ДСО «Динамо», «Труд», с 1980 на машиностроительном заводе (Уфа) тренер по стендовой стрельбе. Выступал в составе сборной СССР (1957—1961), воспитанник заслуженного тренера СССР Евгения Поликанина.
В 1961 году перешёл на тренерскую работу и одновременно занимался стендовой стрельбой. Сборная РСФСР по биатлону, которую готовил Соколов, на III зимней Спартакиаде народов СССР заняла первое место.
В 1966 году Соколов возвратился в Курган. Принимал активное участие в общественной и спортивной жизни Зауралья.
Дмитрий Петрович Соколов умер 4 июля 2009 года в городе Кургане. Похоронен на Зайковском кладбище города Кургане Курганской области, участок 107.

## Награды
Награждён орденом Отечественной войны 2-й степени (1985).
Первым из спортсменов Башкирской АССР награждён медалью «За трудовое отличие» (1959).

## Спортивные достижения
- Заслуженный тренер РСФСР (1965)
- Заслуженный мастер спорта России по лыжным гонкам (1995)
- Мастер спорта СССР по биатлону (1958)
- Мастер спорта СССР по стендовой стрельбе (1963)
- Чемпион мира по биатлону (1959) в командном зачете в составе сборной СССР[5]
- Участник VIII зимних Олимпийских Игр (1960), занял 6-е место в гонке на 20 км (биатлон)[6]
- Чемпион СССР по биатлону (1958, 1961)
- Серебряный призёр личного чемпионата мира (1959), СССР (1956), чемпионата мира в командном зачете (1958, 1961) по биатлону
- Серебряный призёр чемпионата СССР в беге патрулей со стрельбой на 30 км (1955)